# Coupe de la Ligue japonaise de football
 (juin 2024).
Si vous disposez d'ouvrages ou d'articles de référence ou si vous connaissez des sites web de qualité traitant du thème abordé ici, merci de compléter l'article en donnant les références utiles à sa vérifiabilité et en les liant à la section « Notes et références ».
La Coupe de la Ligue japonaise est une compétition de football entre clubs professionnels du Japon. Ce trophée créé en 1992 est remis à l'issue d'une compétition qui débute par des phases de poules (4 poules de 4 équipes) puis par élimination directe.
Depuis 2007 le vainqueur se qualifie pour la Coupe Levain, où il affronte le vainqueur de la Copa Sudamericana.

## Histoire

### Les premières années (1992–1998)
1992
Les dix clubs fondateurs de la J. League ont participé à l'échauffement de la prochaine saison inaugurale de la ligue. Lors de la phase de groupes, chaque équipe a affronté les autres équipes une fois. Il n'y a pas eu de match nul et le but en or , les prolongations et les tirs au but ont été utilisés pour décider d'une égalité si nécessaire. Les quatre meilleures équipes de la phase de groupes se sont qualifiées pour la phase à élimination directe où les égalités étaient des matchs simples.
1993
Treize équipes (les dix équipes de la J.League ainsi que les trois équipes de la JFL qui étaient membres associés de la J. League) ont participé. Lors de la phase de groupes, les équipes étaient divisées en deux groupes, l'un composé de sept et l'autre composé de six. Chaque équipe a joué une fois contre les autres équipes du même groupe. Les deux meilleures équipes de chaque groupe ont été qualifiées pour la phase à élimination directe où les matchs étaient des matchs uniques.
1994
Quatorze équipes (les douze équipes de la J. League ainsi que les deux équipes de la JFL qui étaient membres associés de la J. League) ont participé. Il n'y a pas eu de phase de groupes. Les matchs étaient des matchs unique tout au long de la compétition.
1996
Les seize équipes de la J.League ont participé. Lors de la phase de groupes, les équipes étaient divisées en deux groupes. Chaque équipe a affronté les autres équipes du même groupe en aller et retour. Les deux meilleures équipes de chaque groupe ont été qualifiées pour la phase à élimination directe où les matchs étaient des matchs uniques.
1997
Vingt équipes (tous les clubs de la J.League et les clubs de la JFL avec des membres associés de la J. League) ont participé. Lors de la phase de groupes, les équipes étaient divisées en cinq groupes. Chaque équipe a joué une fois contre les autres équipes du même groupe. La meilleure équipe de chaque groupe, ainsi que les trois meilleures équipes classées deuxièmes, ont été qualifiées pour la phase à élimination directe où les matchs se sont joués en aller et retour.
1998
Vingt équipes (tous les clubs de la J.League et les clubs de la JFL avec des membres associés de la J. League) ont participé. Lors de la phase de groupes, les équipes étaient divisées en quatre groupes. Chaque équipe a joué une fois contre les autres équipes du même groupe. La meilleure équipe de chaque groupe s'est qualifiée pour la phase à élimination directe où les matchs étaient des matchs uniques.

### Entre la J.League 1 et la J.League 2 (1999-2001)

#### 1999
Vingt-six clubs de J.League 1 et de J2 participent à la compétition. Il n'y a pas de phase de groupes. Les rencontres sont disputées sur deux matchs (aller et retour) à l'exception de la finale. Lors de la finale, le score étant de 2-2 à l'issue des 120 minutes de jeu, le Kashiwa Reysol bat les Kashima Antlers 5-4 aux tirs au but. Le Kashiwa Reysol remporte son premier titre dans cette compétition.

Logo jusqu'en 2016

#### 2000
Vingt-sept clubs de J.League 1 et de J.League 2 participent à la compétition. Il n'y a pas de phase de groupes. Les rencontres sont disputées sur deux matchs (aller et retour) à l'exception de la finale. Les Kashima Antlers battent en finale Kawasaki Frontale sur le score de 2-0. Après 1997, les Kashima Antlers remportent leur deuxième titre dans cette compétition.

#### 2001
Vingt-huit clubs de J.League 1 et de J.League 2 participent à la compétition. Il n'y a pas de phase de groupes. Les rencontres sont disputées sur deux matchs (aller et retour) à l'exception de la finale. Lors de la finale, le score étant de 0-0 à l'issue des 120 minutes de jeu, le Yokohama F.Marinos bat le Júbilo Iwata 3-1 aux tirs au but. Les Yokohama F·Marinos remporte son premier titre dans cette compétition.

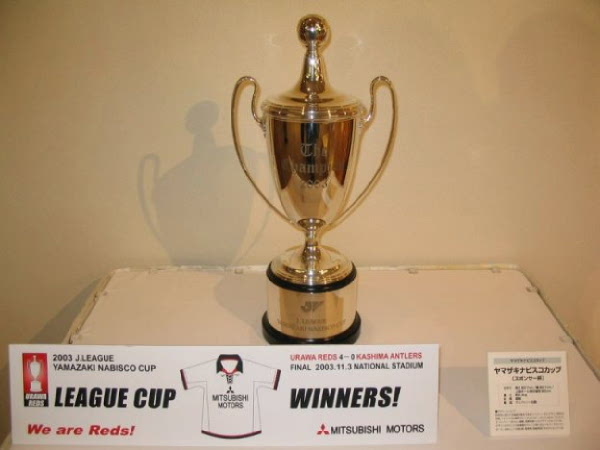
Trophée gagné par les Urawa Red Diamonds en 2003.

### Exclusive à la J.League 1 (2002-2017)
2002
Toutes les seize équipes J.League 1 participe. Lors de la phase de groupes, les équipes étaient divisées en quatre groupes. Chaque équipe a affronté deux fois les autres équipes du même groupe. Les deux meilleures équipes de chaque groupe se sont qualifiées pour la phase à élimination directe où les matches étaient des matchs simples.
2003
Toutes les seize équipes J.League 1 ont participé. Kashima Antlers et Shimizu S-Pulse ont été dispensés de la phase de groupes car ils ont participé à la Ligue des champions de l'AFC. Les quatorze équipes restantes ont été réparties en quatre groupes, deux groupes contenant quatre équipes et les deux autres groupes contenant trois. La première équipe de chaque groupe et les deuxièmes équipes des groupes contenant quatre équipes ainsi que Kashima et Shimizu ont été qualifiées pour la phase à élimination directe. Les matchs à élimination directe se sont joués en aller et retour sauf la finale où les vainqueurs ont été décidés par un seul match.
2004
Toutes les seize équipes J.League 1 ont participé. Lors de la phase de groupes, les équipes étaient divisées en quatre groupes. Chaque équipe a affronté deux fois les autres équipes du même groupe. Les deux meilleures équipes de chaque groupe se sont qualifiées pour la phase à élimination directe où les matchs étaient des matchs uniques.
2005
Toutes les dix-huit équipes J.League 1 ont participé. Yokohama F. Marinos et Jubilo Iwata ont été dispensés de la phase de groupes car ils ont participé à la Ligue des champions de l'AFC. Les seize équipes restantes ont été réparties en quatre groupes. les équipes du même groupe se sont affrontées en aller et retour. La meilleure équipe de chaque groupe et les deux équipes finissant meilleur deuxième ainsi que Marinos et Iwata ont été qualifiés pour la phase à élimination directe. Les matchs se sont joués sur deux matches (aller et retour) sauf la finale où les vainqueurs ont été décidés par un seul match. À partir de la compétition de cette année, la règle du but en or a été abolie et la prolongation a toujours été jouée pendant trente minutes.
2006
Toutes les dix-huit équipes J.League 1 ont participé. Gamba Osaka a été exempté de la phase de groupes car il a participé à la Ligue des champions de l'AFC. Les dix-sept équipes restantes ont été divisées en quatre groupes, trois d'entre eux contenant quatre équipes et l'autre contenant cinq équipes. les équipes du même groupe se sont affrontées en aller et retour mais un seul match a été disputé entre certaines équipes du groupe contenant cinq équipes. La meilleure équipe de chaque groupe et les trois équipes classées meilleurs deuxièmes ainsi que le Gamba Osaka se sont qualifiées pour la phase à élimination directe. Les matchs se sont joués sur deux matches (aller et retour) sauf la finale où les vainqueurs ont été décidés par un seul match. La règle des buts à l'extérieur a été utilisée pour la compétition de cette année, elle a été appliquée deux fois durant la compétition.
2007
Le format de la compétition de 2007 est similaire à celui de 2006, mais le nombre de clubs participant à la phase de groupes a été réduit à 16 en raison de la participation de deux clubs, Kawasaki Frontale et Urawa Red Diamonds à la Ligue des champions de l'AFC.
2008
Le format de l'édition 2008 est similaire à celui de 2007.
2009
Le format de la phase de groupes a été modifié en raison du nombre de clubs participant à la Ligue des champions de l'AFC passé de deux à quatre équipes. les quatorze clubs restants ont été divisés en deux groupes de sept clubs chacun, puis les deux meilleurs clubs de chaque groupe ont été qualifiés pour la phase à élimination directe.
2010
Le format de l'édition 2010 est similaire à celui de 2009.
2011
Bien que le format de la compétition soit prévu pour être le même que celui de 2009 et 2010, il a été abandonné en raison du Séisme de 2011 de la côte Pacifique du Tōhoku et remplacé par un format sans phase de groupes par un tournoi à élimination directe par 2e tour préliminaire puis des quarts de finale.
2012-2017
Les formats de l'édition 2012 à l'édition 2017 sont similaires.

### Retour des clubs de J.League 2 (2018-2023)
Les deux équipes reléguées de la J.League 1 figurent en J.League 2 lors de la prochaine édition et les clubs participant à la phase de groupes de la Ligue des champions commencent à partir des quarts de finale.

### Arrivé des trois division japonaise (2024-)
Pour la saison 2024, la Coupe de la Ligue subit des changements avec notamment la participation des 60 clubs professionnels avec comme premier tour de qualification une phase de groupes des 57 clubs ne participant pas aux coupes continentales répartis en 10 groupes. Puis les 10 vainqueurs de groupes s'affrontent et les cinq vainqueurs rejoignent les 3 clubs qualifiés en Ligue des champions. Le tour principal est composé de quarts et de demi-finales en match aller-retour et la finale.

## Palmarès
| Édition | Année | Vainqueur               | Score       | Finaliste                  | Lieu de la finale                  | Affluence |
| ------- | ----- | ----------------------- | ----------- | -------------------------- | ---------------------------------- | --------- |
| 1re     | 1992  | Verdy Kawasaki (1)      | 1 - 0       | Shimizu S-Pulse            | Stade olympique national           | 56 000    |
| 2e      | 1993  | Verdy Kawasaki (2)      | 2 - 1       | Shimizu S-Pulse            | Stade olympique national           | 53 677    |
| 3e      | 1994  | Verdy Kawasaki (3)      | 2 - 0       | Júbilo Iwata               | Stade du Mémorial de l'Universiade | 37 475    |
| -       | 1995  | Annulé                  | Annulé      | Annulé                     | Annulé                             | Annulé    |
| 4e      | 1996  | Shimizu S-Pulse (1)     | 3 - 3 (5-4) | Verdy Kawasaki             | Stade olympique national           | 28 232    |
| 5e      | 1997  | Kashima Antlers (1)     | 2 - 1       | Júbilo Iwata               | Stade Yamaha                       | 10 437    |
| 5e      | 1997  | Kashima Antlers (1)     | 5 - 1       | Júbilo Iwata               | Stade de Kashima                   | 14 444    |
| 6e      | 1998  | Júbilo Iwata (1)        | 4 - 0       | JEF United Ichihara        | Stade olympique national           | 41 718    |
| 7e      | 1999  | Kashiwa Reysol (1)      | 2 - 2 (5-4) | Kashima Antlers            | Stade olympique national           | 35 238    |
| 8e      | 2000  | Kashima Antlers (2)     | 2 - 0       | Kawasaki Frontale          | Stade olympique national           | 26 992    |
| 9e      | 2001  | Yokohama F. Marinos (1) | 0 - 0 (3-1) | Júbilo Iwata               | Stade olympique national           | 31 019    |
| 10e     | 2002  | Kashima Antlers (3)     | 1 - 0       | Urawa Red Diamonds         | Stade olympique national           | 56 064    |
| 11e     | 2003  | Urawa Reds Diamonds (1) | 4 - 0       | Kashima Antlers            | Stade olympique national           | 51 758    |
| 12e     | 2004  | FC Tokyo (1)            | 0 - 0 (4-2) | Urawa Red Diamonds         | Stade olympique national           | 53 236    |
| 13e     | 2005  | JEF United Ichihara (1) | 0 - 0 (5-4) | Gamba Osaka                | Stade olympique national           | 45 039    |
| 14e     | 2006  | JEF United Ichihara (2) | 2 - 0       | Kashima Antlers            | Stade olympique national           | 44 704    |
| 15e     | 2007  | Gamba Osaka (1)         | 1 - 0       | Kawasaki Frontale          | Stade olympique national           | 41 569    |
| 16e     | 2008  | Oita Trinita (1)        | 2 - 0       | Shimizu S-Pulse            | Stade olympique national           | 44 723    |
| 17e     | 2009  | FC Tokyo (2)            | 2 - 0       | Kawasaki Frontale          | Stade olympique national           | 44 308    |
| 18e     | 2010  | Júbilo Iwata (2)        | 5 - 3 (ap)  | Sanfrecce Hiroshima        | Stade olympique national           | 39 767    |
| 19e     | 2011  | Kashima Antlers (4)     | 1 - 0 (ap)  | Urawa Red Diamonds         | Stade olympique national           | 46 599    |
| 20e     | 2012  | Kashima Antlers (5)     | 2 - 1 (ap)  | Shimizu S-Pulse            | Stade olympique national           | 45 228    |
| 21e     | 2013  | Kashiwa Reysol (2)      | 1 - 0       | Urawa Red Diamonds         | Stade olympique national           | 46 675    |
| 22e     | 2014  | Gamba Osaka (2)         | 3 - 2       | Sanfrecce Hiroshima        | Stade Saitama 2002                 | 38 126    |
| 23e     | 2015  | Kashima Antlers (6)     | 3 - 0       | Gamba Osaka                | Stade Saitama 2002                 | 50 828    |
| 24e     | 2016  | Urawa Red Diamonds (2)  | 1 - 1 (5-4) | Gamba Osaka                | Stade Saitama 2002                 | 51 248    |
| 25e     | 2017  | Cerezo Osaka (1)        | 2 - 0       | Kawasaki Frontale          | Stade Saitama 2002                 | 53 452    |
| 26e     | 2018  | Shonan Bellmare (1)     | 1 - 0       | Yokohama F. Marinos        | Stade Saitama 2002                 | 44 242    |
| 27e     | 2019  | Kawasaki Frontale (1)   | 3 - 3 (5-4) | Hokkaido Consadole Sapporo | Stade Saitama 2002                 | 48 119    |
| 28e     | 2020  | FC Tokyo (3)            | 2 - 1       | Kashiwa Reysol             | Stade national                     | 24 219    |
| 29e     | 2021  | Nagoya Grampus (1)      | 2 - 0       | Cerezo Osaka               | Stade Saitama 2002                 | 17 933    |
| 30e     | 2022  | Sanfrecce Hiroshima (1) | 2 - 1       | Cerezo Osaka               | Stade national                     | 39 608    |
| 31e     | 2023  | Avispa Fukuoka (1)      | 2 - 1       | Urawa Red Diamonds         | Stade national                     | 61 683    |
| 32e     | 2024  | Nagoya Grampus (2)      | 3 - 3 (5-4) | Albirex Niigata            | Stade national                     | 62 517    |
| 33e     | 2025  |                         | -           |                            | Stade national                     |           |

### Palmarès par club
| Édition | Clubs                      | Vainqueur                              | Finaliste                        | Finales disputées |
| ------- | -------------------------- | -------------------------------------- | -------------------------------- | ----------------- |
| 1       | Kashima Antlers            | 6 (1997, 2000, 2002, 2011, 2012, 2015) | 3 (1999, 2003, 2006)             | 9                 |
| 2       | Tokyo Verdy                | 3 (1992, 1993, 1994)                   | 1 (1996)                         | 4                 |
| 3       | FC Tokyo                   | 3 (2004, 2009, 2020)                   | 0                                | 3                 |
| 4       | Urawa Red Diamonds         | 2 (2003, 2016)                         | 5 (2002, 2004, 2011, 2013, 2023) | 7                 |
| 5       | Júbilo Iwata               | 2 (1998, 2010)                         | 3 (1994, 1997, 2001)             | 5                 |
| 5       | Gamba Osaka                | 2 (2007, 2014)                         | 3 (2005, 2015, 2016)             | 5                 |
| 7       | JEF United Ichihara        | 2 (2005, 2006)                         | 1 (1998)                         | 3                 |
| 7       | Kashiwa Reysol             | 2 (1999, 2013)                         | 1 (2020)                         | 3                 |
| 9       | Nagoya Grampus             | 2 (2021, 2024)                         | 0                                | 2                 |
| 10      | Shimizu S-Pulse            | 1 (1996)                               | 4 (1992, 1993, 2008, 2012)       | 5                 |
| 10      | Kawasaki Frontale          | 1 (2019)                               | 4 (2000, 2007, 2009, 2017)       | 5                 |
| 12      | Sanfrecce Hiroshima        | 1 (2022)                               | 2 (2010, 2014)                   | 3                 |
| 12      | Cerezo Osaka               | 1 (2017)                               | 2 (2021, 2022)                   | 3                 |
| 14      | Yokohama F. Marinos        | 1 (2001)                               | 1 (2018)                         | 2                 |
| 15      | Oita Trinita               | 1 (2008)                               | 0                                | 1                 |
| 15      | Shonan Bellmare            | 1 (2018)                               | 0                                | 1                 |
| 15      | Avispa Fukuoka             | 1 (2023)                               | 0                                | 1                 |
| 18      | Hokkaido Consadole Sapporo | 0                                      | 1 (2019)                         | 1                 |
| 18      | Albirex Niigata            | 0                                      | 1 (2024)                         | 1                 |

## Meilleur joueur (MVP)
| Année | Joueur            | Club                      |
| ----- | ----------------- | ------------------------- |
| 1992  | Kazuyoshi Miura   | Tokyo Verdy               |
| 1993  | Bismarck          | Tokyo Verdy               |
| 1994  | Bismarck          | Tokyo Verdy               |
| 1996  | Carlos Santos     | Shimizu S-Pulse           |
| 1997  | Jorginho          | Kashima Antlers           |
| 1998  | Nobuo Kawaguchi   | Júbilo Iwata              |
| 1999  | Takeshi Watanabe  | Kashiwa Reysol            |
| 2000  | Koji Nakata       | Kashima Antlers           |
| 2001  | Tatsuya Enomoto   | Yokohama F. Marinos       |
| 2002  | Mitsuo Ogasawara  | Kashima Antlers           |
| 2003  | Tatsuya Tanaka    | Urawa Red Diamonds        |
| 2004  | Yoichi Doi        | FC Tokyo                  |
| 2005  | Tomonori Tateishi | JEF United Ichihara Chiba |
| 2006  | Koki Mizuno       | JEF United Ichihara Chiba |
| 2007  | Michihiro Yasuda  | Gamba Osaka               |
| 2008  | Daiki Takamatsu   | Oita Trinita              |
| 2009  | Takuji Yonemoto   | FC Tokyo                  |
| 2010  | Ryoichi Maeda     | Júbilo Iwata              |
| 2011  | Yuya Osako        | Kashima Antlers           |
| 2012  | Gaku Shibasaki    | Kashima Antlers           |
| 2013  | Masato Kudo       | Kashiwa Reysol            |
| 2014  | Patric            | Gamba Osaka               |
| 2015  | Mitsuo Ogasawara  | Kashima Antlers           |
| 2016  | Tadanari Lee      | Urawa Red Diamonds        |
| 2017  | Kenyu Sugimoto    | Cerezo Osaka              |
| 2018  | Daiki Sugioka     | Shonan Bellmare           |
| 2019  | Shota Arai        | Kawasaki Frontale         |
| 2020  | Leandro           | FC Tokyo                  |
| 2021  | Sho Inagaki       | Nagoya Grampus            |
| 2022  | Piéros Sotiríou   | Sanfrecce Hiroshima       |
| 2023  | Hiroyuki Mae      | Avispa Fukuoka            |
| 2024  | Mitchell Langerak | Nagoya Grampus            |

## New Hero Award
Ce trophée récompense un joueur de moins de 23 ans ayant grandement contribué dans la compétition. Le lauréat est choisi sur la base d'un vote de journalistes japonais spécialisés dans le football.
| Année | Joueur             | Club                      |
| ----- | ------------------ | ------------------------- |
| 1996  | Hiroshi Nanami     | Júbilo Iwata              |
| 1996  | Toshihide Saito    | Shimizu S-Pulse           |
| 1997  | Atsuhiro Miura     | Yokohama Flügels          |
| 1998  | Naohiro Takahara   | Júbilo Iwata              |
| 1999  | Yukihiko Sato      | FC Tokyo                  |
| 2000  | Takayuki Suzuki    | Kashima Antlers           |
| 2001  | Hitoshi Sogahata   | Kashima Antlers           |
| 2002  | Keisuke Tsuboi     | Urawa Red Diamonds        |
| 2003  | Tatsuya Tanaka     | Urawa Red Diamonds        |
| 2004  | Makoto Hasebe      | Urawa Red Diamonds        |
| 2005  | Yuki Abe           | JEF United Ichihara Chiba |
| 2006  | Hiroyuki Taniguchi | Kawasaki Frontale         |
| 2007  | Michihiro Yasuda   | Gamba Osaka               |
| 2008  | Mu Kanazaki        | Oita Trinita              |
| 2009  | Takuji Yonemoto    | FC Tokyo                  |
| 2010  | Yojiro Takahagi    | Sanfrecce Hiroshima       |
| 2011  | Genki Haraguchi    | Urawa Red Diamonds        |
| 2012  | Hideki Ishige      | Shimizu S-Pulse           |
| 2013  | Manabu Saito       | Yokohama F. Marinos       |
| 2014  | Takashi Usami      | Gamba Osaka               |
| 2015  | Shuhei Akasaki     | Kashima Antlers           |
| 2016  | Yosuke Ideguchi    | Gamba Osaka               |
| 2017  | Takuma Nishimura   | Vegalta Sendai            |
| 2018  | Keita Endo         | Yokohama F. Marinos       |
| 2019  | Keito Nakamura     | Gamba Osaka               |
| 2020  | Ayumu Seko         | Cerezo Osaka              |
| 2021  | Zion Suzuki        | Urawa Red Diamonds        |
| 2022  | Sota Kitano        | Cerezo Osaka              |
| 2023  | Jumpei Hayakawa    | Urawa Red Diamonds        |
| 2024  | Riku Yamane        | Yokohama F. Marinos       |

## Liens Externes
- (ja) Site officiel
- (en) Liste des vainqueurs sur RSSSF.com